# Алленстаун (Нью-Гемпшир)
Алленстаун (англ. Allenstown) — місто (англ. town) в США, в окрузі Меррімак штату Нью-Гемпшир. Населення — 4707 осіб (2020).

## Демографія
Згідно з переписом 2010 року, у місті мешкали 4322 особи в 1756 домогосподарствах у складі 1150 родин. Було 1881 помешкання
Расовий склад населення:
| - 95,8 % — білих - 0,8 % — чорних або афроамериканців - 0,8 % — азіатів - 0,3 % — корінних американців |

До двох чи більше рас належало 1,8 %. Частка іспаномовних становила 1,8 % від усіх жителів.
За віковим діапазоном населення розподілялося таким чином: 21,7 % — особи молодші 18 років, 66,2 % — особи у віці 18—64 років, 12,1 % — особи у віці 65 років та старші. Медіана віку мешканця становила 41,0 року. На 100 осіб жіночої статі у місті припадало 95,1 чоловіків;  на 100 жінок у віці від 18 років та старших — 90,9 чоловіків також старших 18 років.
Середній дохід на одне домашнє господарство  становив 63 657 доларів США (медіана — 54 769), а середній дохід на одну сім'ю — 74 149 доларів (медіана — 67 964). Медіана доходів становила 46 438 доларів для чоловіків та 36 067 доларів для жінок. За межею бідності перебувало 10,8 % осіб, у тому числі 13,6 % дітей у віці до 18 років та 3,7 % осіб у віці 65 років та старших.
Цивільне працевлаштоване населення становило 2311 осіб. Основні галузі зайнятості: освіта, охорона здоров'я та соціальна допомога — 17,6 %, виробництво — 16,8 %, роздрібна торгівля — 11,3 %, будівництво — 11,2 %.